# Rosa nel Pugno
La Rosa nel Pugno - Laici Socialisti Liberali Radicali era una formazione politica italiana nata il 17 novembre 2005, sulla base di un progetto di ispirazione radical-socialista siglato tra Socialisti Democratici Italiani, Radicali Italiani, Associazione Luca Coscioni e Federazione dei Giovani Socialisti. Hanno aderito al progetto anche personalità indipendenti di orientamento laico-socialista.
Il progetto nasceva come federazione fra questi partiti ed associazioni e si presentava come alleanza elettorale in occasione delle elezioni politiche del 2006, all'interno della coalizione di centro-sinistra denominata L'Unione. La Rosa nel Pugno ha sostenuto una visione molto marcata della laicità dello Stato, ispirandosi esplicitamente ai nomi di Tony Blair, José Luis Rodríguez Zapatero e Loris Fortuna.
La RnP ha eletto 18 deputati e nessun senatore.

## Storia

### Il progetto radical-socialista
Già in vista delle elezioni regionali del 2005, i Radicali Italiani - che si sono generalmente mantenuti fuori dalle due coalizioni della politica italiana - chiedono "ospitalità" a entrambi i poli per presentare delle liste nel nome di Luca Coscioni. Il tentativo non trova riscontri soprattutto per l'opposizione manifestata dai cattolici di entrambi gli schieramenti, che contestano la matrice libertaria, e dalla sinistra che si oppone alla ricetta economica liberista e del filo-atlantismo adottati dai primi anni novanta.
Così il partito non presenta liste alle regionali (ma dei radicali sono "ospitati" dallo SDI in Abruzzo) e preferisce dedicarsi alla campagna elettorale per i referendum sulla fecondazione assistita, in programma due mesi più tardi: in questa occasione ha l'opportunità di stringere rapporti con lo SDI, in cui trova un alleato fondamentale nella campagna per il Sì.
Per lo SDI questo progetto costituisce un'alternativa alla sua partecipazione alla Federazione dell'Ulivo, all'interno della quale aveva alterato i suoi rapporti con La Margherita, accusata di clericalismo per l'atteggiamento propenso all'astensione nei referendum del 2005.
La Rosa nel Pugno costituisce, dunque, la relativa certezza di poter disporre nel nuovo Parlamento di una rappresentanza parlamentare e di poter aspirare a far parte del nuovo governo. Il progetto ha però anche obiettivi strategici di più lungo respiro, riconosciuto da intellettuali come Biagio De Giovanni e Luciano Pellicani che entrano a far parte degli organi dirigenti della nuova formazione politica, da editorialisti come Francesco Giavazzi, e dall'adesione di personalità della cultura e della scienza che decisero di candidarsi, come il regista Marco Bellocchio, il fotografo Oliviero Toscani e gli scienziati già attivi durante la campagna referendaria sulla legge 40, o che invitano a votare per la Rosa nel pugno, come Vasco Rossi e Aldo Busi.
Come scrive Gianfranco Spadaccia, quel progetto
La prima convention costitutiva si tiene nel settembre 2005 a Fiuggi, siglando il progetto di un soggetto socialista e radicale sul modello spagnolo.
Un gruppo di radicali guidato da Benedetto Della Vedova lascia il partito, in aperto contrasto con la scelta dell'alleanza con i socialisti e il centro sinistra, e fondano i Riformatori Liberali, che si alleano con la Casa delle Libertà.
Intanto il Nuovo PSI convoca il suo congresso straordinario, per decidere o meno l'abbandono della Casa delle Libertà: si contrappongono due mozioni in uno scenario convulso che mette in dubbio la validità del congresso. Lo scontro, non privo di elementi drammatici, è fra Gianni De Michelis e Bobo Craxi: il primo chiede in sostanza di posporre un'eventuale adesione al progetto radical-socialista, preferendo comunque mantenere un dialogo più aperto con lo SDI; il secondo chiede di ritenere sciolto l'accordo con la CdL e di confluire nel nuovo soggetto e, dunque, nell'alleanza di centrosinistra.
Al termine del congresso, avviene una scissione nel Nuovo PSI. Gianni De Michelis e la maggioranza del partito decidono di rimanere all'interno della CdL e, successivamente, di presentarsi alle elezioni di aprile 2006 con una lista unica insieme alla Democrazia Cristiana per le Autonomie di Gianfranco Rotondi. Bobo Craxi e i suoi seguaci abbandonano invece il partito. Alla scissione segue una lunga lotta sulla proprietà del simbolo del Nuovo PSI, ma soprattutto un inaspettato ripensamento da parte di Bobo Craxi riguardo alla Rosa nel Pugno: il leader socialista infatti chiede di realizzare prima l'unità socialista con lo SDI e poi, eventualmente, di raggiungere un accordo elettorale con Radicali Italiani. La proposta non viene accolta e Craxi fonda un suo proprio movimento (I Socialisti, che comunque appoggia L'Unione) e poi accetta di candidarsi nelle liste dei DS in Lombardia. Le scelte di Bobo Craxi e Gianni De Michelis  vengono contestate da diversi esponenti tra cui Donato Robilotta che con il gruppo Socialisti Riformisti aderisce alla Rosa nel pugno.

### SDI e Radicali a congresso: le linee guida

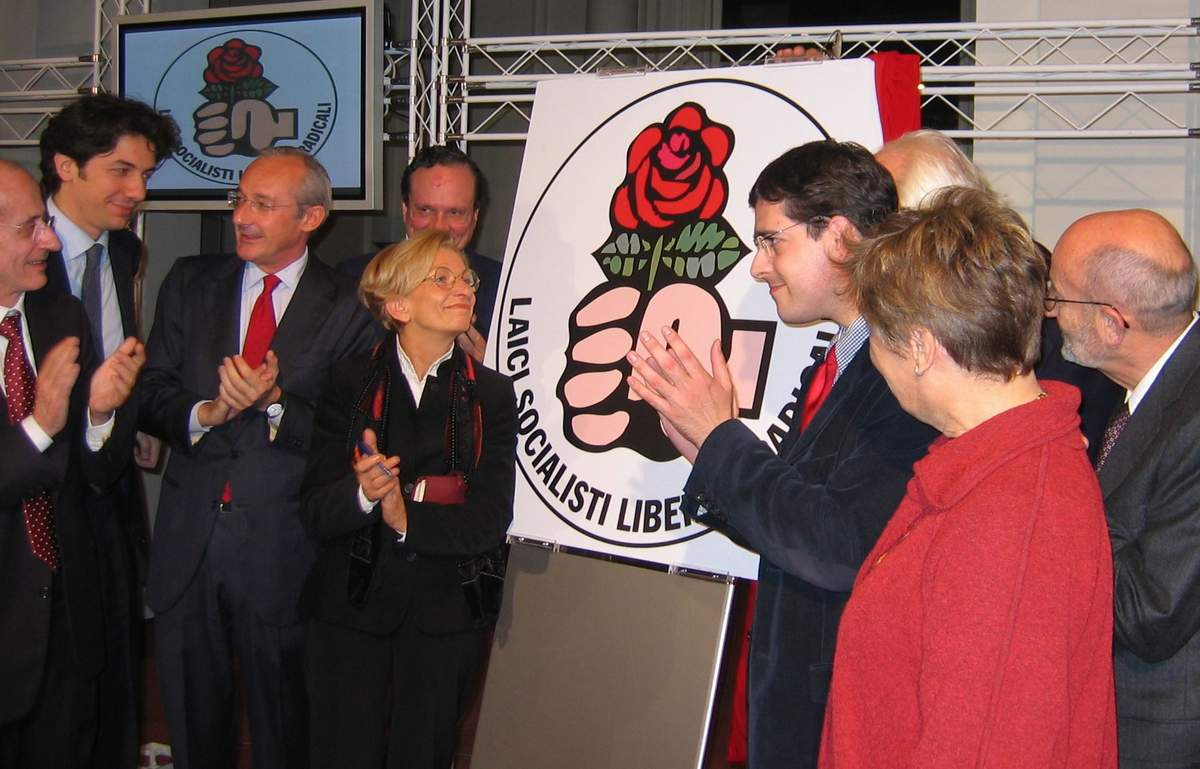
Il segretario dello SDI, Enrico Boselli, con i suoi compagni Ugo Intini, Roberto Villetti e Pia Locatelli, assieme al segretario dei Radicali, Daniele Capezzone, con Emma Bonino, Marco Pannella e Marco Cappato, all'atto di fondazione della Rosa nel Pugno nel 2005

La decisione di scegliere la Rosa nel pugno come simbolo del nuovo progetto radical-socialista arriva nel corso del congresso dei Radicali Italiani dal segretario Daniele Capezzone e viene accolta con favore da Enrico Boselli e dal congresso dello SDI, perché la rosa rappresenta uno dei simboli socialisti per eccellenza. Intanto, Boselli si fa promotore presso i vertici de L'Unione affinché si aprano le porte ai Radicali, esortando a considerarli d'ora in poi come un tutt'uno con i socialisti:
Linee guida dello SDIscuola pubblica e superamento del Concordato
Lo SDI assume, di fatto, una nuova linea: il primo passo, infatti, è quello di chiedere il "superamento" del Concordato stipulato fra lo Stato Italiano e la Chiesa cattolica. Boselli ritiene inaccettabili le ingerenze della Conferenza Episcopale Italiana sulla politica interna, con riferimento probabilmente all'ultimo referendum sulla fecondazione assistita, quando la Chiesa invitò all'astensione. Il tema centrale per lo SDI è comunque quello dell'istruzione e formazione, individuati come i settori su cui investire il massimo delle risorse e delle attenzioni per lo sviluppo del paese, con una decisa presa di posizione a difesa della scuola pubblica secondo il dettato della Costituzione.
Linee guida dei Radicalidroga, pacs e ordini professionali
Obiettivi dei Radicali sono: trasformare i Pacs (Patti Civili di Solidarietà) in legge dello Stato, «per cancellare discriminazioni odiose e assicurare pari dignità e protezione alle scelte di milioni di donne e di uomini, omosessuali come eterosessuali»; cambiare rotta sulle politiche in materia di droghe, «per cancellare le norme troppo proibizioniste»; abolire gli ordini professionali, o almeno larga parte di essi, «per spazzare i privilegi di pochi».
Il simbolo della Rosa nel pugno viene presentato ufficialmente il 17 novembre 2005 presso la Residenza Ripetta di Roma. Il nuovo soggetto politico è stato dotato di organismi direttivi provvisori.
Della segreteria nazionale entrano a far parte Emma Bonino, Enrico Boselli, Daniele Capezzone, Marco Cappato, Ugo Intini, Cesare Marini, Marco Pannella, Roberto Villetti.
La direzione nazionale è costituita da 45 membri, fra cui Ottaviano Del Turco, Pia Locatelli e Claudio Signorile. Ne faceva parte anche Luca Coscioni, deceduto il 20 febbraio 2006.

### La campagna elettorale
Sull'incertezza del rapporto fra Rosa nel Pugno e coalizione di centrosinistra scrivono undici componenti del direttivo DS, tra cui Lanfranco Turci, Cesare Salvi e Fabio Mussi in una lettera aperta a Piero Fassino e Massimo D'Alema su l'Unità del 7 gennaio 2006:
Solo alla fine di gennaio, infatti, la Rosa nel pugno partecipa ufficialmente ad un vertice de L'Unione, celebrando il suo ingresso "ufficiale" nella coalizione, con tanto di riconoscimento da parte del leader Prodi.
Contemporaneamente, nasce il problema della nuova legge elettorale che reintroduce il sistema proporzionale puro (abbandonato nel 1994). La Rosa nel pugno ostacola fortemente la nuova legge, a causa dell'obbligo previsto dalla stessa per tutte le nuove formazioni politiche (o comunque quelle che si presentano con un nuovo simbolo) a raccogliere circa 180.000 firme per presentare le proprie liste di candidati per il Parlamento. Liste che, inoltre, vanno presentate almeno 30 giorni prima rispetto alle altre formazioni politiche.
I parlamentari della Rosa nel Pugno (ovvero dello SDI che hanno acconsentito a mutare denominazione in Parlamento) ed altri esponenti della sinistra cercano di emendare la legge prima della definitiva approvazione, mentre Marco Pannella inizia uno sciopero della fame e della sete. La nuova legge viene tuttavia approvata il 1º febbraio senza le modifiche proposte.

### I rapporti con L'Unione
Il 9 febbraio 2006 la Rosa nel Pugno, rappresentata da Emma Bonino, abbandona il tavolo programmatico de L'Unione a Roma in piazza SS. Apostoli perché vengono escluse dal programma tutte e quattro le proposte avanzate dalla Rosa nel Pugno: una presa di posizione più netta sui Pacs, l'abolizione del finanziamento pubblico alle scuole private e confessionali, il salario minimo garantito per gli inoccupati, l'abolizione degli ordini professionali. La Rosa nel Pugno non partecipa alla convention tenutasi al Teatro Piccolo Eliseo di Roma il 10 febbraio 2006, dove viene ufficialmente presentato il programma.
Il 22 febbraio 2006 sottoscrive comunque il programma dell'Unione ma, contemporaneamente, presenta un documento autonomo, nel quale SDI e Radicali Italiani mettono in chiaro che non hanno partecipato alla stesura del programma della coalizione.
Nonostante la chiara scelta politica di campo e il sostegno alla candidatura di Romano Prodi a Presidente del Consiglio dei ministri, nel corso della campagna elettorale si verificano alcune tensioni con i DS e la Margherita: i primi polemizzano per il passaggio alla Rosa nel Pugno di esponenti di primo piano come Lanfranco Turci, Biagio De Giovanni, Salvatore Buglio, Maurizio Mian e di altri esponenti a livello locale; con i secondi il confronto è sul tema della difesa della laicità.

### Le elezioni politiche del 2006
Si svolgono le elezioni. Il centro-sinistra vince per poche decine di migliaia di voti alla Camera dei deputati, dove ottiene il 49,81% dei consensi contro il 49,74% della CdL. Al Senato, si rivela determinante il voto della circoscrizione Estero, che consente a L'Unione - pur avendo conseguito meno voti della Casa delle Libertà - di ottenere due seggi in più.
La Rosa nel Pugno ottiene un risultato inferiore alle attese, essendo molto inferiore alla somma delle percentuali raccolte in passato da SDI e Radicali. Il raggruppamento ottiene il 2,6% alla Camera e il 2,5% al Senato (nel 2001, i Radicali da soli ottennero il 2,2% nella quota proporzionale).
Il risultato della Camera permette comunque alla formazione di superare lo sbarramento nazionale del 2% e di vedersi eletti 18 deputati, tra cui i capofila Emma Bonino ed Enrico Boselli. La presidenza del gruppo viene affidata a Roberto Villetti, mentre Daniele Capezzone diventa presidente della Commissione Attività Produttive. Al Senato la formazione radicalsocialista supera lo sbarramento regionale del 3% solo in Calabria ed in Umbria, regioni in cui lo sbarramento non garantisce tuttavia alcun eletto.
Restano dunque fuori da Palazzo Madama i capofila Ugo Intini e Marco Pannella. La Rosa nel Pugno ha comunque presentato ricorso presso la Giunta delle elezioni e delle immunità parlamentari, sostenendo che la legge elettorale non richiederebbe alcuno sbarramento qualora la coalizione abbia avuto accesso al premio di maggioranza regionale (essendo lo sbarramento previsto esplicitamente dalla legge Calderoli solo nei casi in cui una coalizione rimanga al di sotto del 55% dei voti validi complessivi). Dopo una trattazione durata quasi due anni in sede di verifica dei poteri, il ricorso avanzato dalla Rosa nel Pugno non fu accolto.
Nelle elezioni politiche di aprile 2006 è stato eletto alla Camera dei deputati per la Rosa nel Pugno anche Sergio D'Elia, il quale in seguito stato nominato segretario alla Presidenza della Camera, suscitando accese proteste sia da parte dei familiari dell'agente Fausto Dionisi, sia da parte di alcuni sindacati delle forze di pubblica sicurezza. Sergio D'Elia inoltre, fa parte della III Commissione - Affari esteri e comunitari (dal 6 giugno 2006) e al Comitato di vigilanza sulle attività di documentazione (dal 29 giugno 2006).

### La Rosa nel Pugno nel Governo Prodi
Nasce, intanto, il nuovo governo guidato da Romano Prodi, di cui la Rosa nel Pugno entra a far parte con una sua delegazione: l'unico ministro nominato è Emma Bonino, che assume la carica di Ministro del commercio internazionale e le deleghe in materia di politiche europee, dopo una sua discussa candidatura al Ministero della Difesa.
Della delegazione di governo fanno parte inoltre Ugo Intini, viceministro agli Affari Esteri, Emidio Casula (sottosegretario alla Difesa), Tommaso Casillo (sottosegretario alle Infrastrutture) e Raffaele Gentile (sottosegretario ai Trasporti).

### La fine del progetto
Ma già negli ultimi mesi del 2006, il progetto della RnP subisce un rallentamento dovuto ad una sostanziale difformità tra la cultura socialista e quella radicale, che si concretizza soprattutto in un diverso modo di intendere l'azione politica: da una parte un'azione storicamente di governo, dall'altra un'attività referendaria e movimentista. Posizioni in tal senso vengono espresse dal congresso dei Radicali (novembre 2006), dal cui pulpito anche Lanfranco Turci (leader terzista della RnP, già esponente dei DS) riconosce la crisi del progetto.
Quella che era nata come alleanza politico-elettorale non è riuscita a trasformarsi in un vero nuovo partito ma, anzi, socialisti e radicali sono destinati a dividere le loro strade, pur mantenendo inizialmente il loro gruppo unitario alla Camera. Lo stesso Boselli ammette che la diversità di strategia è un limite per il progetto che ormai, pur condividendo un comune campo ideologico d'azione, si mantiene solo come alleanza elettorale e come azione comune nel Parlamento e nel Governo. Per lo SDI si propone, piuttosto, come nuovo obiettivo quello di ricomporre la diaspora socialista. L'alleanza tra socialisti e radicali, tuttavia, prosegue sui temi come i diritti civili, il garantismo, l'economia, la politica estera, la laicità.
Il 9 gennaio 2007 si tiene la Direzione nazionale della RnP che di fatto sancisce il divorzio fra SDI e Radicali.
Nell'aprile 2007 si svolge il V Congresso dello SDI, convocato in forma straordinaria, che esprime contrarietà all'adesione al Partito Democratico in contemporanea progettazione, ma dà l'avvio ad una Costituente Socialista che raggruppa esponenti che fanno riferimento, a vario titolo, al socialismo democratico e al Partito Socialista Europeo, ponendo le basi di quello che prenderà il nome di Partito Socialista.
Il 18 dicembre 2007, delineati i caratteri del nuovo PS, anche il gruppo parlamentare alla Camera perde la denominazione di "Rosa nel Pugno" e assume quella di "Socialisti e Radicali-RnP". Con questo atto si considera conclusa l'esperienza politica della Rosa nel Pugno.

## Il programma politico
Pacs
La proposta dell'Unione è troppo lacunosa e vaga: è sparito il concetto di coppia, e non c'è alcuna garanzia pubblicistica, che invece è assolutamente necessaria per assicurare alle coppie di fatto (omosessuali o eterosessuali) anche la reversibilità della pensione, l'eredità, la tutela in caso di separazione, e così via.
Divorzio breve
Semplificazione delle procedure e drastica riduzione dei tempi per l'ottenimento del divorzio.
Superamento del Concordato e dell'Otto per Mille
Non esiste paese occidentale in cui le gerarchie di una chiesa da una parte godano di straordinari privilegi (Concordato, esenzioni Ici, 8 per mille, insegnanti di religione scelti dal vescovo e pagati dallo Stato) e dall'altra intervengano a gamba tesa nel dibattito politico o addirittura nelle campagne elettorali.
Libertà di ricerca scientifica
Proseguire la battaglia di Luca Coscioni per la libertà di ricerca sulle cellule staminali embrionali, contro malattie devastanti.
Scuola pubblica
No al finanziamento delle scuole confessionali; abolizione del valore legale dei titoli di studio.
Aborto
Possibilità di ricorso all'aborto farmacologico (RU486); facilitazione dell'accesso ai metodi contraccettivi e alla pillola del giorno dopo.
Droga
Legalizzazione dei derivati della cannabis; sperimentazione della somministrazione controllata di eroina.
Eutanasia
Legalizzazione, regolamentazione e controllo della somministrazione, nei casi terminali, di farmaci contro il dolore anche se a elevato rischio. Interruzione del mantenimento artificiale in vita, nei casi di coma profondo e irreversibile, e comunque in quelli in cui non ci sia ulteriore aspettativa di vita che non sia puramente vegetativa: la scelta deve essere espressamente indicata in un apposito testamento biologico da prevedere per ogni cittadino.
Prostituzione
Legalizzazione e controllo, contro lo sfruttamento sessuale.
Amnistia
Ci vuole una amnistia, la più ampia possibile, per ridurre di almeno un terzo il carico processuale della Amministrazione della Giustizia perché essa possa, liberata da processi meno gravi, impegnarsi a concludere quelli più gravi. È necessario un indulto, di almeno due anni, per sgravare di un terzo il carico umano che - in tutte le sue componenti, detenuti, personale amministrativo e di custodia - soffre la condizione disastrosa delle prigioni. Responsabilità civile dei magistrati.
Promozione della democrazia
Impegno per il cambiamento in senso democratico di quei paesi del mondo che non garantiscono diritti umani e civili. Nascita di un Fondo Italiano per la Democrazia e di un'analoga struttura a livello europeo, sul modello della NED americana.
E-democracy (democrazia su internet)
Legalizzazione del peer-to-peer e revisione in senso liberalizzante delle norme sul diritto d'autore e sul copyright.

## Risultati elettorali
| Elezione       | Elezione | Voti    | %   | Seggi |
| -------------- | -------- | ------- | --- | ----- |
| Politiche 2006 | Camera   | 991.049 | 2,6 | 18    |
| Senato         | 851.875  | 2,5     | -   |       |

## Congressi
- Costituente - Residenza di Ripetta (Roma), 17 novembre 2005

## Simboli
Il simbolo è basato su quello utilizzato dal Partito Radicale fino al 1989, a sua volta ispirato alla "Rosa nel Pugno" utilizzato da alcuni movimenti e partiti socialisti europei, come ad esempio il Partito Socialista francese.
In realtà la rosa è quella dell'Internazionale Socialista, che è stata ripresa dalla "rosa nel pugno" usata da alcuni partiti della socialdemocrazia riformista, che la usavano in seguito alla scelta del simbolo effettuata dal Partito Socialista francese nel 1971.